# Frances Ha
Frances Ha ist ein US-amerikanischer Independentfilm von Regisseur Noah Baumbach aus dem Jahr 2012. Die Premiere fand am 1. September 2012 beim Telluride Film Festival statt, Kinostart war am 17. Mai 2013 in den USA und am 1. August 2013 in Deutschland.

## Handlung
Die 27-jährige Frances Halladay stammt aus Sacramento, macht eine Tanzausbildung bei einem Ensemble in Brooklyn, leitet dort Anfängerkurse und strebt ein festes Engagement an. Sie lebt mit ihrer besten Freundin Sophie, die sie seit dem College kennt, in einer Wohngemeinschaft. Frances’ Freund Dan möchte jedoch, dass sie bei ihm einzieht. Ihre zögerliche Reaktion darauf – sie lebt gerne und beinahe symbiotisch mit Sophie zusammen – führt zu einem Streit und schließlich zur Trennung von Dan. Allerdings offenbart nun Sophie ihr, dass sie vorhat, zu einer anderen Freundin nach Tribeca zu ziehen. Auf der Suche nach einer bezahlbaren Wohnung kommt sie auf Lev zurück, den sie auf einer Party kennengelernt hat. Sie zieht bei ihm und Benji ein, zwei jungen Künstlern aus gutsituierten Familien. Sie gewähren ihr einen günstigen Mietanteil, bis sie durch ein Engagement bei ihrem Tanzensemble mehr Geld aufbringen kann. Frances erhält jedoch den lukrativen Job bei einer Weihnachtstournee nicht und muss nun wegen Geldmangels die Wohngemeinschaft verlassen.
Frances kommt für einige Wochen bei Rachel, einer anderen Tänzerin, unter. Von Rachels Freunden, die ein geregelteres und finanziell abgesicherteres Leben als Frances führen, werden die beiden zum Essen eingeladen. Im Gespräch stellt Frances fest, dass die anderen Sophie und deren Freund Patch kennen. Sie bemerkt auch, dass ihr Verhältnis zu Sophie längst nicht mehr so eng ist wie früher, da sie erst hier, über Dritte, erfährt, dass Sophie mit Patch nach Tokio ziehen wird. Rachels Freunde bieten Frances an, kostenlos in einem Appartement in Paris wohnen zu können. Noch am selben Abend entscheidet sie sich, über das Wochenende dorthin zu fliegen, obwohl sie sich die Reise eigentlich nicht leisten kann. Dort angekommen, versucht sie sich mit Abby, einer alten Freundin, zu treffen. In Erwartung eines Rückrufs streift sie durch die Stadt. Statt Abby ruft allerdings Sophie an, um Frances zu ihrer Abschiedsparty einzuladen. Frances lehnt ab und verschweigt Sophie bewusst, dass sie sich in Paris aufhält. Abby meldet sich schließlich erst, als Frances zurück in den Vereinigten Staaten ist.
Frances trifft sich nun erneut mit Colleen, doch statt der erhofften Aufnahme in das Ensemble erhält sie lediglich das Angebot, als Sekretärin im Büro zu arbeiten, und nur nebenbei und auf eigene Faust Choreografien zu entwickeln. Enttäuscht und unter dem Vorwand, bereits ein anderes Angebot zu haben, lehnt sie ab.
Um sich über Wasser zu halten, nimmt Frances einen Job an ihrem alten College an und zieht in ein Zimmer im Studentenwohnheim. Bei einer Party, auf der sie als Kellnerin arbeitet, begegnet sie Sophie und Patch. Zunächst versucht sie, sich vor ihnen zu verstecken, mischt sich dann jedoch spontan in das Gespräch der Freundin ein. Es zeigt sich, wie angespannt das Verhältnis der beiden inzwischen geworden ist. Dennoch klopft Sophie nachts an Frances’ Tür und möchte bei ihr übernachten. Sophie eröffnet ihr, dass sie eine Fehlgeburt hatte, dass sie in Tokio unglücklich ist und Patchs Heiratsantrag nicht annehmen möchte. Am nächsten Morgen verlässt sie das Wohnheim, während Frances noch schläft, und hinterlässt ihr einen Brief.
Schließlich nimmt Frances doch Colleens Jobangebot an und kann sich nun eine eigene Wohnung leisten. Die Premiere ihrer eigenen Choreografie verläuft erfolgreich, auch weil viele von Frances’ Freunden anwesend sind, u. a. die inzwischen verheiratete Sophie. Der Film schließt mit einer Nahaufnahme von Frances’ erstem ‚eigenen‘ Briefkasten: In dessen Sichtfenster steht lediglich „Frances Ha“, da sich das vorher improvisierte Namensschild als zu groß erwies, worauf Frances es kurzerhand stutzte.

## Kritiken
Die Presse reagierte positiv auf den Film, insbesondere die Hauptdarstellerin und Co-Autorin Greta Gerwig, die „Königin des ‚Mumblecore‘“, wurde gelobt. David Kleingers von Spiegel Online nannte Frances Ha die „schönste Komödie des Sommers“ und die Hauptfigur „um ein Vielfaches interessanter als jene weiblichen Figuren, die in den letzten Jahren in Kino und TV für Indie-Chic standen“. Ulrich Kriest von der Stuttgarter Zeitung bezeichnete den Film als „eine bittersüße, leicht melancholische Studie in Sachen herausgezögerte Post-Adoleszenz“ mit „einer Riesenportion Romantik, mit Nouvelle-Vague-Musik von Georges Delerue, mit stilvoller Schwarz-weiß-Fotografie, mit Verbeugungen vor Woody Allen“. Er prophezeite Greta Gerwig damit den „endgültige[n] Durchbruch“. Denn „[d]ass Frances so echt wirkt, hat vor allem mit der Schauspielerin Greta Gerwig zu tun“, befand Tobias Kniebe von der Süddeutschen Zeitung. Till Kadritzke von Critic.de betonte, dass der Film bei allem Spaß, den er mache, „das Fazit stets dem Zuschauer überlässt und mit Formeln der Gegenwartsanalyse eher spielerisch umgeht“. Anke Leweke von der Wochenzeitung Die Zeit schrieb: „In Frances Ha kann man dabei zuschauen, wie sich die ewige Unzulänglichkeit des Lebens in einen wunderbar leichtfüßigen Film verwandelt.“